# Водосховища Сінгапуру
Водосховища Сінгапуру — штучні водойми, створені задля збирання прісної води з опадів та природних джерел у Сінгапурі. Станом на 2018 рік у Сінгапурі побудовано 17 великих водосховищ водозабірної системи, які збирають воду з двох третин площі острова. 
Окрім основних водосховищ існує низка службових водосховищ. Сумарно всі водосховища займають площу 32 км², причому ще 1958 року в Сінгапурі існувало лише 3 великих водосховища площею близько 4 км².

## Основні водосховища
| Назва                      | Площа, га | Ємність, м³ | Час побудови | Черговість побудови | Зображення | Додаткова інформація                                                                                         |
| -------------------------- | --------- | ----------- | ------------ | ------------------- | ---------- | --- |
| Водосховище Бедок          | 88        | 12 800 000  | 1981-1986    | 14                  |            | |
| Озеро Джуронг              | 70        |             |              | 11                  |            | Має низку штучних островів, зокрема Китайський та Японський сади.                                            |
| Водосховище Кранджі        | 450       | 15 850 000  | 1971-1975    | 5                   |            | |
| Нижнє водосховище Пірса    | 6         | 2 800 000   | 1900-1912    | 2                   |            | З'єднується з Верхньою вулицею Томсона стежкою, що йде вздовж берега. Раніше називалося «Водосховище Пірса». |
| Нижнє водосховище Селетар  | 360 ha    | 9,400,000   | 1941-1969    | 13                  |            | |
| Водосховище Макрічі        |           | 4,200,000   | 1890-1894    | 1                   |            | Раніше називалося «Водосховище Томсон-Роуд»                                                                  |
| Марина-Резервуар           | 240 ha    |             | 2005-2008    | 15                  |            | |
| Водосховище Мураї*         |           |             | 1977-1981    | 7                   |            | |
| Водосховище Пандан         |           |             | 1971-1974    | 6                   |            | |
| Водосховище Поян*          |           |             | 1977-1981    | 8                   |            | |
| Водосховище Пулау-Теконг*  |           |             | 1977-1979    | 12                  |            | |
| Водосховище Панггол        |           |             |              | 16                  |            | Церемонія відкриття відбулася 3 липня 2011 року.                                                             |
| Водосховище Сарімбун*      |           |             | 1977-1981    | 9                   |            | |
| Водосховище Серангун       |           |             |              | 17                  |            | Церемонія відкриття відбулася 3 липня 2011 року.                                                             |
| Водосховище Тенге          |           |             | 1977-1981    | 10                  |            | |
| Верхнє водосховище Пірса   | 304       | 27 800 000  |              | 4                   |            | |
| Верхнє водосховище Селетар |           |             |              | 3                   |            | Раніше називалося «Водосховище Селетар».                                                                     |

*Розташовано в обмежених зонах Збройних сил Сінгапуру

## Службові водосховища
- Водосховище Чангі-Крік[en]
- Водосховище Форту Каннінг[en]
- Службове водосховище Джалан-Юнос[en]
- Службове водосховище Калланг[en]
- Службове водосховище Мурнан[en]
- Водосховище Перлз-Гілл (англ. Pearl's Hill Reservoir)
- Водосховище Саут-Енд[en]
- Службове водосховище Їшун